# هیوود اس. هانسل
هیوود اس. هانسل (انگلیسی: Haywood S. Hansell; ۲۸ سپتامبر ۱۹۰۳ – ۱۴ نوامبر ۱۹۸۸) فرد نظامی اهل ایالات متحده آمریکا بود.
وی همچنین برندهٔ جوایزی همچون نشان هوایی، صلیب پرواز ممتاز (ایالات متحده)، و ستاره نقره‌ای شده است.